# Mesodina
Mesodina is een geslacht van vlinders van de familie dikkopjes (Hesperiidae), uit de onderfamilie Trapezitinae.

## Soorten
- M. aeluropis Meyrick, 1901
- M. halyzia (Hewitson, 1868)